# Christophe Tellier
Pour les articles homonymes, voir Tellier.
Christophe Tellier, né le 8 octobre 1979, est un rameur d'aviron français.

## Palmarès

### Championnats du monde
- 1996 à Motherwell
  -  Médaille d'or en deux avec barreur[1]